# مجلس شيوخ غينيا الاستوائية
مجلس شيوخ غينيا الاستوائية (بالإسبانية: Senado )‏ هو الهيئة التشريعية في غينيا الاستوائية، الذي تأسس في 2011، ويتكون من 70 مقعداً، وهو المجلس الأعلى في برلمان غينيا الاستوائية.

## طالع أيضًا
- برلمان غينيا الاستوائية